# Liste der Biografien/Nii
Liste der Biografien |
Portal Biografien |
Personensuche
# |
A |
B |
C |
D |
E |
F |
G |
H |
I |
J |
K |
L |
M |
N |
O |
P |
Q |
R |
S |
T |
U |
V |
W |
X |
Y |
Z |
?
 
Na |
Nb |
Nc |
Nd |
Ne |
Nf |
Ng |
Nh |
Ni |
Nj |
Nk |
Nl |
Nm |
Nn |
No |
Nr |
Ns |
Nt |
Nu |
Nv |
Nw |
Nx |
Ny |
Nz
 
Nia |
Nib |
Nic |
Nid |
Nie |
Nif |
Nig |
Nih |
Nii |
Nij |
Nik |
Nil |
Nim |
Nin |
Nio |
Nip |
Niq |
Nir |
Nis |
Nit |
Niu |
Niv |
Niw |
Nix |
Niy |
Niz
Die Liste der Biografien führt alle Personen auf, die in der deutschsprachigen Wikipedia einen Artikel haben. Dieses ist eine Teilliste mit 34 Einträgen von Personen, deren Namen mit den Buchstaben „Nii“ beginnt.

## Nii
- Nii, Sekinari (* 1943), japanischer Politiker

### Niid
- Niida, Yutaka (* 1978), japanischer Boxer im Strohgewicht

### Niig
- Niigaki, Risa (* 1988), japanische Sängerin

### Niij
- Niijima, Jō (1843–1890), japanischer Missionar und Erzieher
- Niijima, Tsuneo (* 1955), japanischer Astronom
- Niijima, Yae (1845–1932), japanische Erzieherin und Krankenschwester

### Niik
- Niikawa, Oribe (* 1988), japanischer Fußballspieler

### Niil
- Niila (* 1987), finnischer Sänger und Songwriter
- Niilus, Leopoldo J. (1930–2015), argentinischer Kirchenjurist

### Niim
- Niimi, Nankichi (1913–1943), japanischer Schriftsteller
- Niimi, Nishiki (1836–1863), Kommandeur, später Vize-Kommandeur der Shinsengumi, einer Polizeieinheit
- Niimi, Tomomitsu (1964–2018), japanisches Sektenmitglied und Terrorist
- Niimura, Yasuhiko (* 1970), japanischer Fußballspieler

### Niin
- Niinae, Yūtarō (* 2001), japanischer Hindernisläufer
- Niinami, Takeshi (* 1959), japanischer Geschäftsmann
- Niinimaa, Janne (* 1975), finnischer Eishockeyspieler
- Niinimäki, Jesse (* 1983), finnischer Eishockeyspieler
- Niinistö, Jussi (* 1970), finnischer Politiker
- Niinistö, Sauli (* 1948), finnischer Politiker, Mitglied des Reichstags, Staatspräsident, Bankier und JuristSauli Niinistö (* 1948)

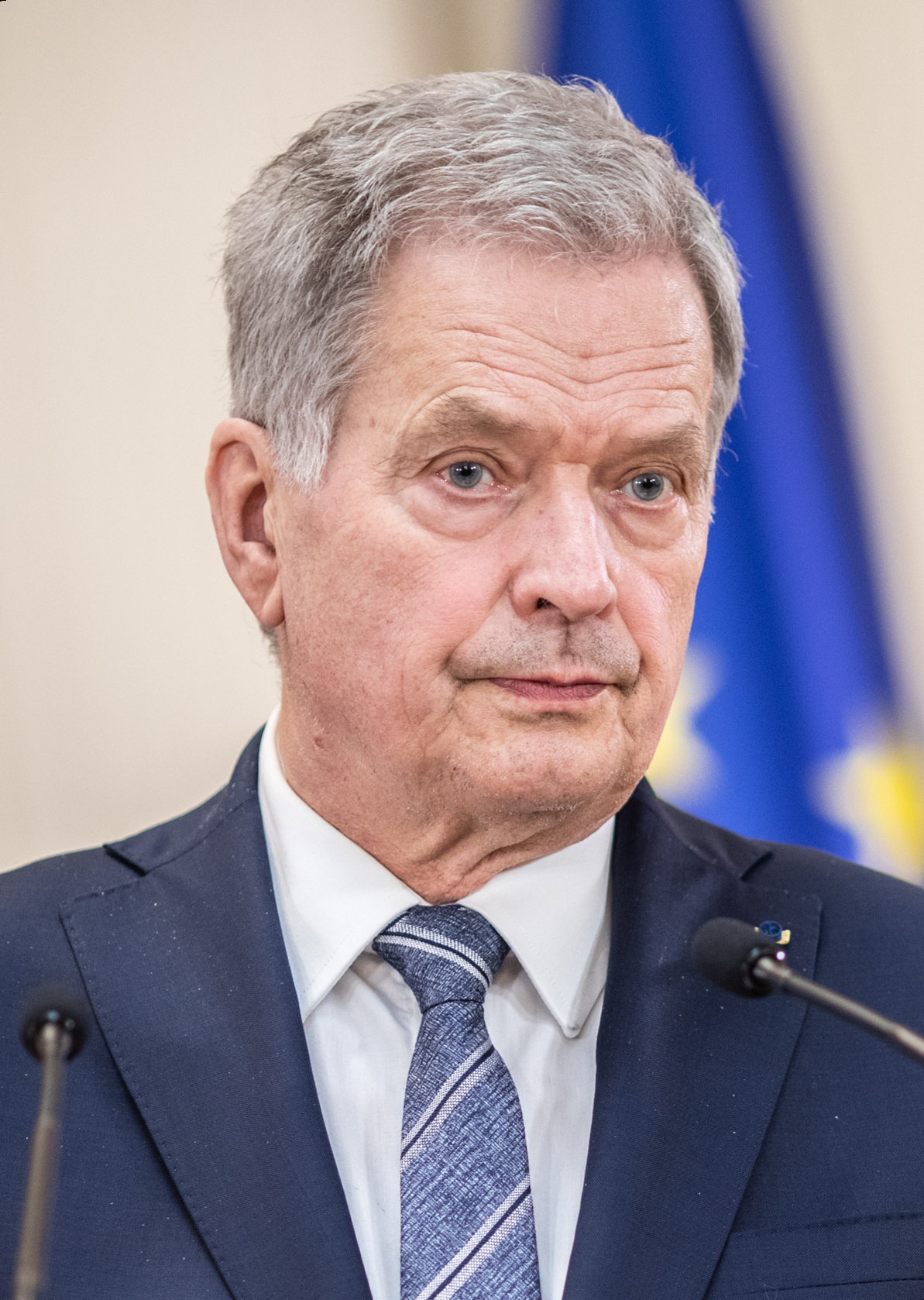
Sauli Niinistö (* 1948)

- Niinistö, Ville (* 1976), finnischer Politiker (Grüner Bund), MdEP
- Niinivuori, Pentti (1931–1988), finnischer Boxer

### Niit
- Niit, Ellen (1928–2016), estnische Schriftstellerin und Übersetzerin
- Niit, Eva-Maria (* 2002), estnische Fußballspielerin
- Niitemaa, Vilho (1917–1991), finnischer Historiker
- Niitenberg, Arvo (1934–2003), estnischer Politiker
- Niitenge, Gideon, namibischer Bischof der Evangelisch-Lutherischen Kirche in Namibia (ELKIN)
- Niittykoski, Otto (* 2001), finnischer nordischer Kombinierer
- Niittylä, Pertti (* 1956), finnischer Eisschnellläufer
- Niittymaa, Vilho (1896–1979), finnischer Leichtathlet
- Niittymäki, Antero (* 1980), finnischer Eishockeytorwart

### Niiy
- Niiya, Hitomi (* 1988), japanische Langstreckenläuferin
- Niiyama, Shōchi (* 1985), japanischer Fußballspieler

### Niiz
- Niizato, Ryō (* 1995), japanischer Fußballspieler
- Niizoe, Saki (* 1996), japanische Judoka